# Tour de Castille
Le Tour de Castille est une course cycliste espagnole disputée en Castille. Courue une première fois 1934, elle a lieu de nouveau en 1951 et 1952, puis quatre fois de 1980 à 1983.

## Palmarès
| Année     | Vainqueur                | Deuxième               | Troisième                 |
| --------- | ------------------------ | ---------------------- | ------------------------- |
| 1934      | Antonio Escuriet         | Salvador Cardona       | Federico Ezquerra         |
| 1935-1950 |                          |                        |                           |
| 1951      | Bernardo Ruiz            | Emilio Rodríguez       | Miguel Poblet             |
| 1952      | Antonio Gelabert         | José Serra Gil         | Miguel Poblet             |
| 1953-1979 |                          |                        |                           |
| 1980      | Ángel Arroyo             | Miguel María Lasa      | José Luis Viejo           |
| 1981      | Alberto Fernández Blanco | Juan Carlos Alonso     | Bernardo Alfonsel         |
| 1982      | Marino Lejarreta         | José Luis López Cerrón | Julián Gorospe            |
| 1983      | Pedro Muñoz              | Antonio Coll           | Jesús Ignacio Ibáñez Loyo |